# رایان بیتی
رایان بیتی (انگلیسی: Ryan Beatty؛ زادهٔ ۲۵ سپتامبر ۱۹۹۵) خواننده، ترانه‌پرداز و آهنگساز اهل ایالات متحده آمریکا است. وی از سال ۲۰۱۱ میلادی تاکنون مشغول فعالیت بوده‌است.